# Décembre 1800
Cette page présente les faits marquants du mois de décembre 1800.

## Événements
- 1er décembre : victoire autrichienne à la bataille d'Ampfing[1].

- 3 décembre :
  - L'armée française de Moreau inflige une défaite aux troupes autrichiennes à la bataille de Hohenlinden[1].
  - Suffrage universel masculin aux États-Unis pour l'élection présidentielle.

- 13 décembre : Mariano Luis de Urquijo est destitué. Le ministre Manuel Godoy revient au pouvoir en Espagne[2].

- 16 décembre :
  - traité de Mortefontaine, convention signée entre la France et les États-Unis terminant la quasi guerre.
  - Empire russe (4 décembre du calendrier julien) : signature de traités entre la Russie, la Prusse, la Suède et le Danemark qui renouvellent le système de « neutralité armée » de 1780[3].

- 16 et 18 décembre : renouvellement de la convention de neutralité armée de 1780 signée à Saint-Pétersbourg entre la Russie, la Suède, le Danemark et la Prusse[4].

- 21 décembre (9 décembre du calendrier julien) : appel de Bonaparte à Paul Ier pour un rapprochement franco-russe[3].

- 24 décembre, France (3 nivôse an IX): attentat manqué à la « machine infernale » contre le Premier Consul Napoléon rue Saint-Nicaise à Paris fomenté par Georges Cadoudal, soutenu par les Britanniques. L’explosion fait 22 morts. D’abord soupçonnés, les Jacobins sont arrêtés et déportés en masse. La preuve faite que l’attentat est l’œuvre de royalistes, les partisans du roi sont arrêtés.

- 25 décembre : difficile victoire française à la bataille de Pozzolo[1].

- 27 décembre : Bion, opéra-comique d'Étienne Nicolas Méhul, créé à l'Opéra-Comique.

## Naissances
- 23 décembre : Frédéric Soulié romancier et auteur dramatique français.
- 25 décembre : John Phillips (mort en 1874), géologue britannique.
- 29 décembre : Charles Goodyear (mort en 1860), chimiste américain, inventeur du processus de vulcanisation.

## Décès
- 6 décembre : Pierre Jean-Baptiste Legrand d'Aussy, historien, bibliothécaire, médiéviste et romaniste français du XVIIIe siècle (1737-1800)
- 20 décembre : Jean-Baptiste Grosson, notaire et historien français du XVIIIe siècle (° 1733).
- 25 décembre : Mary Robinson poétesse, femme de lettres et féministe anglaise.